# Turn Up Charlie
Turn Up Charlie è una serie televisiva britannica creata da Idris Elba e Gary Reich, pubblicata su Netflix il 15 marzo 2019. La serie ha come protagonista Idris Elba, che è produttore esecutivo insieme a Tristram Shapeero. Il 26 febbraio è stato pubblicato il trailer.

## Trama
Charlie (in arte Charlie Ayo) è un DJ che cerca di rilanciare la sua carriera dopo che non è riuscito a mantenere il successo ricevuto vent'anni prima, spendendo tutti i suoi guadagni; vive a Londra nella modesta abitazione di zia Lidia con il cugino Dan e mente ai suoi genitori bisognosi di denaro, promettendogli cose che nemmeno lui può permettersi. Mentre si sta esibendo ad un matrimonio, Charlie incontra David, il suo miglior amico d'infanzia diventato una vera star nel mondo degli spettacoli teatrali a Los Angeles, che gli rivela di essersi trasferito in città. Mantenuti i buoni rapporti, Charlie fa visita al suo caro amico e scopre che è sposato con Sara Caine, una DJ di fama internazionale, e che ha anche una figlia, Gabrielle, una bambina molto viziata, ma insoddisfatta dai suoi genitori sempre assenti. Charlie viene assunto dal suo amico come tata per la figlia in modo tale da riuscire ad avvicinarsi alla moglie Sara e ’’sfruttare’’ la sua fama per rilanciarsi. Tuttavia, nonostante un inizio terrificante, Charlie comincia ad affezionarsi a Gabrielle ed i due iniziano a confidarsi, diventando ottimi amici. Le numerose disavventure portano Sara ad interrompere il suo tour ad Ibiza per stare accanto alla piccola, mentre David, che promette troppo, non mantiene i patti con la figlia e continua ad assentarsi per lavoro, ferendo i sentimenti di Gabrielle, che inizia a vedere Charlie come una figura paterna. L'assenza di David costringe Charlie a passare parecchio tempo anche con Sara, con la quale nasce un forte rapporto di amicizia, al punto tale da collaborare assieme per un nuovo singolo di propria produzione. Il nuovo brano viene suonato dalla stessa Sara in un importante festival e comincia a diventare molto popolare, facendo tornare Charlie in vetta alle classifiche.
Dopo qualche mese, Charlie se la spassa alla grande ad Ibiza: si esibisce nei migliori locali, è pieno di ragazze e fa festa fino all'alba. Nonostante ciò, il rendimento delle sue performance si abbassa, anche per il fatto che lo stesso DJ, in questi mesi, non ha prodotto altri brani dopo quello che lo ha portato al nuovo successo; per questo il suo agente, insoddisfatto dal ragazzo, lo abbandona, facendo sprofondare Charlie nella depressione. Tuttavia, dopo una notte passata persino in prigione, Charlie decide di impegnarsi e riesce a farsi dare una seconda possibilità, riuscendo a produrre nuovi pezzi che diventeranno, in seguito, dei nuovi successi. Durante una sua esibizione, Sara e Gabrielle fanno visita al DJ proprio ad Ibiza e restano con Charlie per qualche giorno, approfondendo il loro rapporto. Dopo una notte di pura follia, David giunge ad Ibiza per fare una sorpresa alla moglie e per cercare di salvare il suo matrimonio in crisi, ma vedendo Charlie e la stessa Sara abbracciati assieme nel letto, dà di matto, facendo litigare tutti i presenti; inoltre, Astrid, l'agente di Sara ed attuale fidanzata di Charlie, decide di seguire il DJ in vari tour mondiali e di abbandonare la sua vecchia amica, facendo cadere Sara in una profonda crisi.

## Episodi
| Stagione       | episodi | Prima TV originale | Prima TV italiana |
| -------------- | ------- | ------------------ | ----------------- |
| Prima stagione | 8       | 2019               |                   |